# Buteogallus borrasi
A Buteogallus borrasi a madarak (Aves) osztályának vágómadár-alakúak (Accipitriformes) rendjébe, ezen belül a vágómadárfélék (Accipitridae) családjába és az ölyvformák (Buteoninae) alcsaládjába tartozó fosszilis faj.

## Tudnivalók
A Buteogallus borrasi Kuba egyik endemikus madara volt. Manapság csak fosszilis maradványokból ismerjük. A negyedidőszak, valószínűleg a pleisztocén idején élt. Hatalmas mérete miatt korábban nem gondolták, hogy a rákászölyvek egyike, hanem a szintén fosszilis Titanohierax gloveralleninak, vagy a most is élő újvilági keselyűfélének (Cathartidae), később pedig Aquila-fajnak vélték. Azonban a további vizsgálódások bebizonyították, hogy egy igazi Buteogallus-fajról van szó.
Nagyobb mérete miatt, a mai rokonaitól eltérően, valószínűleg nem érte be a rákokkal való táplálkozással, hanem a szigeten élő emlősökre vadászhatott.

## Fordítás
- Ez a szócikk részben vagy egészben  a   King vulture című angol Wikipédia-szócikk ezen változatának fordításán alapul.  Az eredeti cikk szerkesztőit annak laptörténete sorolja fel. Ez a jelzés csupán a megfogalmazás eredetét és a szerzői jogokat jelzi, nem szolgál a cikkben szereplő információk forrásmegjelöléseként.
- Ez a szócikk részben vagy egészben  a   Buteogallus borrasi című angol Wikipédia-szócikk ezen változatának fordításán alapul.  Az eredeti cikk szerkesztőit annak laptörténete sorolja fel. Ez a jelzés csupán a megfogalmazás eredetét és a szerzői jogokat jelzi, nem szolgál a cikkben szereplő információk forrásmegjelöléseként.